# カール・フォン・フリッシュ
カール・リッター・フォン・フリッシュ（Karl Ritter von Frisch, 1886年11月20日 - 1982年6月12日）は、オーストリアの動物行動学者。1973年、ニコ・ティンバーゲン、コンラート・ローレンツと共にノーベル生理学・医学賞を受賞。動物行動学という学問分野の創設に大きな功績を残した。
ミュンヘン大学の動物学の教授としてミツバチの研究をし、彼らのコミュニケーション手段としての8の字ダンス、また紫外線に鋭敏な感覚を持ち合わせていることを発見した。

## 生涯

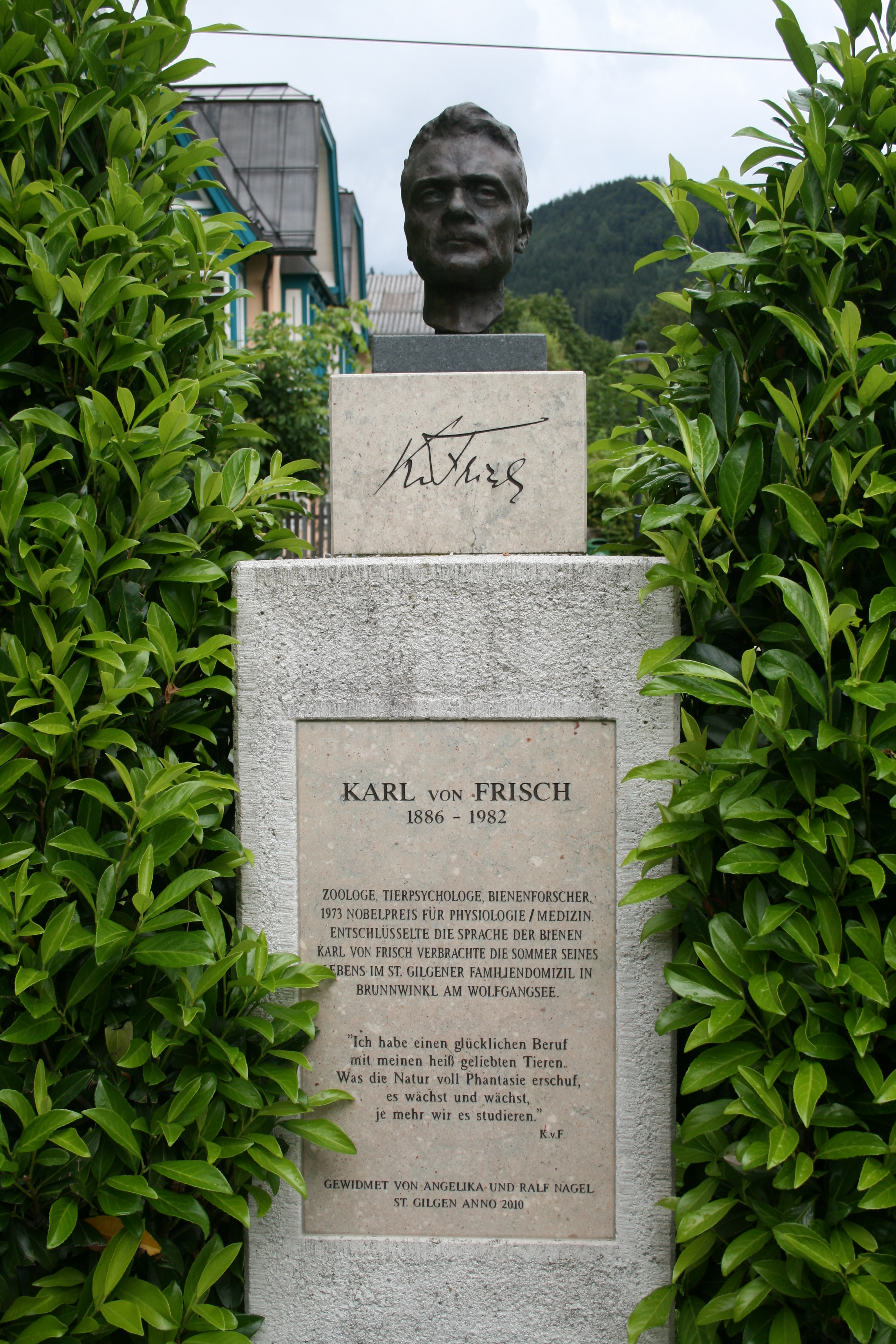
出生地付近にある胸像

外科医でウィーン大学医学部外科教授のテオドール・ビルロートの助手をしていたアントン・リッター・フォン・フリッシュ（Anton von Frisch）とその妻で作家のマリー（Marie von Frisch）の四男としてウィーンで生まれる。

### 動物の飼育と観察
幼い頃から動物の収集家であっただけでなく、熱心な観察者でもあった。動物観察のレポートをアマチュア雑誌に投稿して掲載されたこともたびたびあった。そのような報文のひとつに『水棲・陸棲生物雑誌』に掲載された「イソギンチャクの光感受性について」と題するものは、自宅の海水の水槽で飼育しているイソギンチャクが、夕方電灯をつけると触糸をゆらゆら動かす原因が温度の上昇によるのものか光線によるものかを実験したものであり、のちお動物行動学者の片鱗が見える。

### 医学部に入学

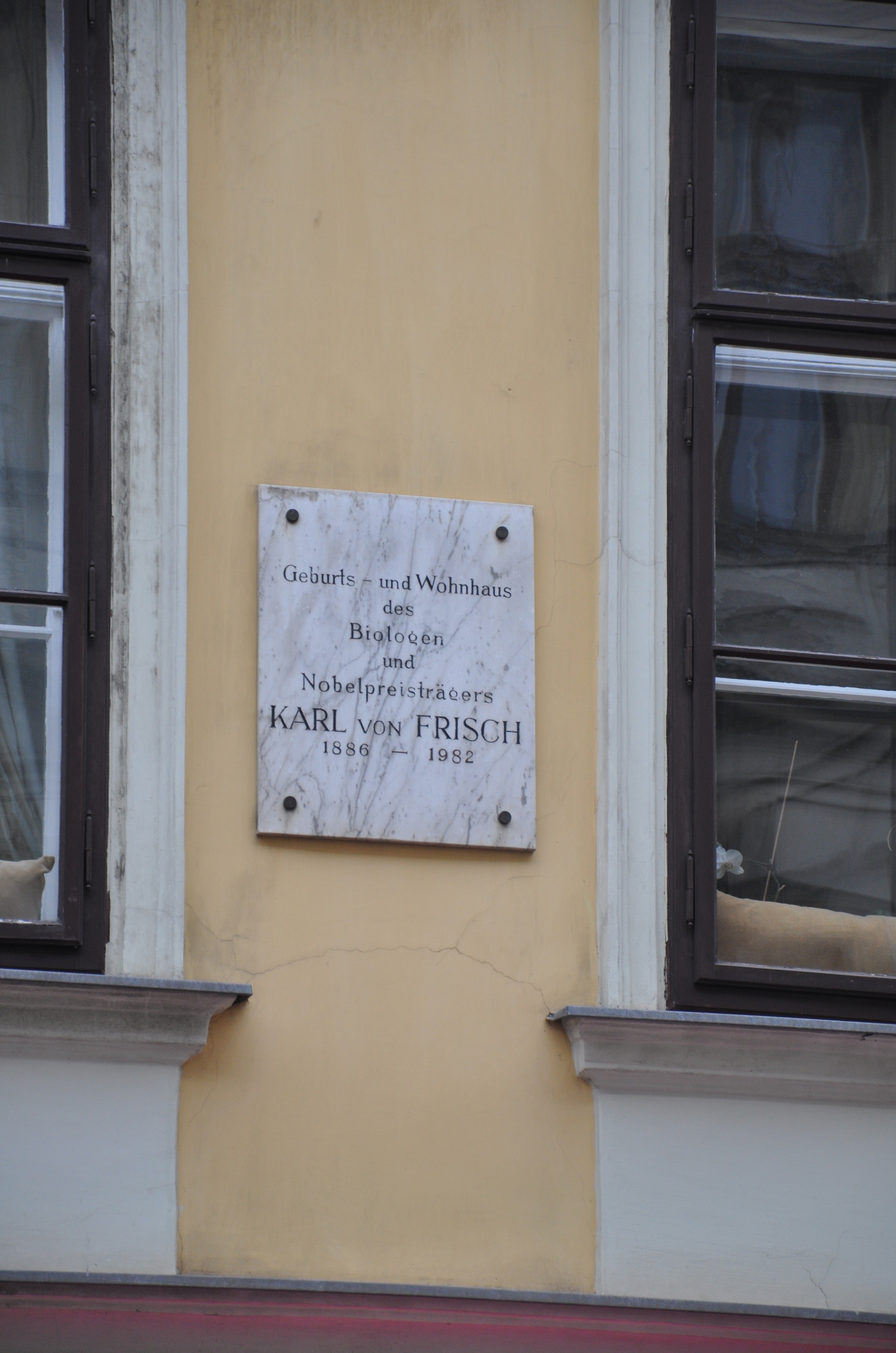
記念碑

大学に入学するまでに興味は動物学に集中していたが、父アントンは医学の方が現実的だと考えたため、それに従って1905年にウィーン大学の医学部に入学した。大学での組織学、解剖学、人間生理学の知識は後の研究に大きな影響を与えた。大学の講師には叔父のジークムント・エクスナー（Sigmund Exner）がおり、人体生理学以外にも関心をいだいており、『甲殻類と昆虫類の複眼』と題する著書を公にしていた。フリッシュによれば叔父は人間生理学に限定されていたはずの講義で他の動物の研究を行うことを認めていたばかりでなく、蝶、甲虫、エビの複眼の眼色素が明るさによってどの位置に移動するかという動物生理学に属するテーマを与えさえした。フリッシュは最終的には自分には医学の素質がないと考え、ウィーン大学を退学してミュンヘン大学の動物学科に移ることにするが、医学課程の2年間で学んだ解剖学、組織学、生理学の基礎は、動物学においても研究と考察の基礎になった。10年後に再び医学に熱心に取り組むことになるとは予想だにしなかったと回想している。

### 動物学に専念
1908にミュンヘン大学の動物学研究所に移り、リヒャルト・フォン・ヘルトヴィヒの講義を受けた。ヘルトヴィヒは形態学者として人生を歩み始めたが、自然を記載するだけの学問には満足せず、綿密な実験を通じて因果関係を明らかにする手法によって実験動物学の創設者の一人に数えられるまでになった。この師と第1助手のリヒャルト・ゴルトシュミットのもとで、フリッシュは魚類の感覚と体色の研究を続け、魚の頭部に感覚器が大量に存在することを突き止め、目が退化している魚がどのように光に反応して体色を変化させているのかを説明した。この研究で1910年に博士号を取得した。フリッシュは研究を続け、小魚が色を感知できることを示したが、この研究は好意的に受け取られなかった。フリッシュはチャールズ・ダーウィンの自然選択説を（当時はまだ論争の的であったにもかかわらず）信じ、魚の体色の変化は生存の成功に関わっているのだと予測した。その後ミツバチの研究に取り組み、ミツバチの色覚と花びらの色の共進化を明らかにした。

### 結婚、ミツバチの研究
1914年に第一次世界大戦が始まると兵役は免れ病院で働いた。1917年に病院の看護婦だったマルガレーテ・モーア (Margarete Mohr) と結婚し、後に3人の娘と1人の息子をもうけた。
1919年には講師として大学に戻り、ミツバチの「ダンス言語」のような複雑な行動の存在を明らかにした。1921年にミュンヘン大学とロストック大学で教授となると魚類の聴覚について研究を行った。1923年にヴロツワフ大学の教授を経て、1925年からミュンヘン大学の動物学研究所で働くが、第二次世界大戦中に大学が破壊されたこともあって、二度目の敗戦の後グラーツ大学に移った。1938年にオーストリア科学学士院会員。1950年にグラーツ大学の後任教授にコンラート・ローレンツを推薦し、動物学科を再建するためにミュンヘン大学に戻った。1958年にミュンヘン大学を退職後も一般向けに動物行動学、特にミツバチの生態に関して多くの本を書いた。

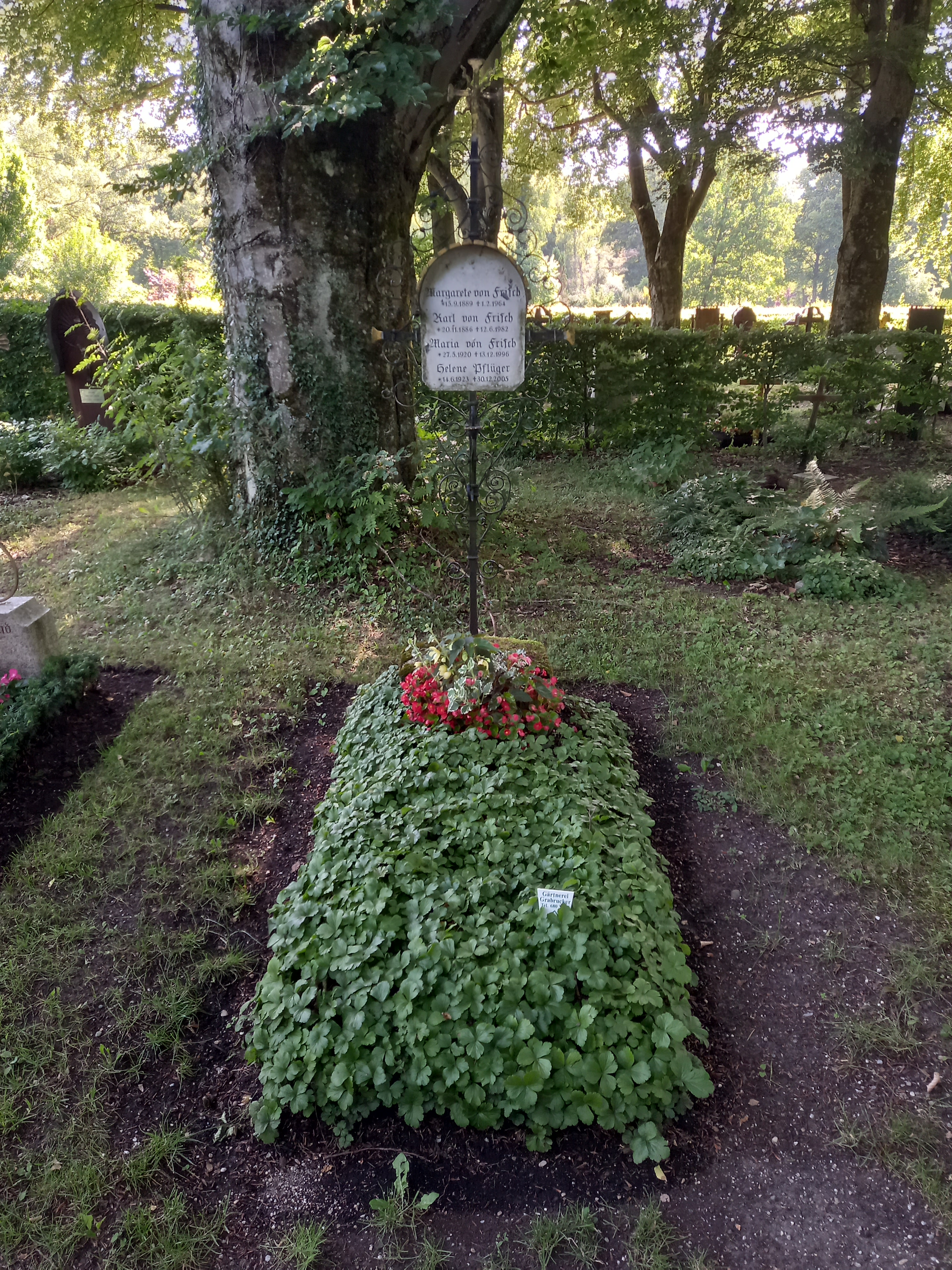
彼の墓

フリッシュの実験的で包括的な研究、ミツバチで発見された複雑な行動、魚類の鋭い知覚の解明、動物行動の理解への自然選択の導入は、その後の動物行動学者にとって非常に重要だった。1952年にユネスコから科学普及の功績に対してカリンガ賞を受賞、1962年バルザン賞受賞、1973年にティンバーゲン、ローレンツと共にノーベル生理学・医学賞が贈られた。

## 受賞・受章・栄典
- 1921年 リーベン賞
- 1928年 ドイツ動物学会会長
- 1947年 ゲッティンゲン人文科学アカデミー会員
- 1935年 レオポルディナ-ドイツ科学アカデミー会員、国立科学アカデミー会員
- 1951年 米国科学アカデミー会員
- 1952年 米国芸術科学アカデミー会員
- 1952年 プール・ル・メリット勲章、カリンガ賞
- 1956年 ウィーン市名誉リング
- 1956年 アメリカ哲学協会マゼラン・プレミアム名誉メダル、ウィーン市名誉勲章
- 1958年 カリンガ賞（科学普及部門）
- 1959年 バイエルン功労勲章
- 1959年 オランダ王立科学アカデミー外国人会員
- 1960年 オーストリア科学芸術勲章
- 1962年 バルザン生物学賞
- 1973年 ノーベル生理学・医学賞（コンラート・ローレンツ、ニコラ ース・ティンバーゲンとの共同受賞）
- 1974年 星と肩章の連邦功労十字勲章
- 1981年 バイエルン科学芸術マクシミリアン勲章

1992年 小惑星 (13977) Frisch がカール・フォン・フリッシュにちなんで命名される。
数多くの大学から名誉博士号を授与、数多くの学会や科学協会の名誉会員。

## 著書

### ドイツ語版
- Der Farben- und Formensinn der Bienen. In: Zoologische Jahrbücher (Physiologie). Band 35, 1914–15, S. 1–188, Online in der Biodiversity Heritage Library.
- Über den Geruchssinn der Bienen und seine blütenbiologische Bedeutung. In: Zoologische Jahrbücher (Physiologie). Band 37, 1919, S. 1–238.
- Über die Sprache der Bienen. Eine tierpsychologische Untersuchung. In: Zoologische Jahrbücher (Physiologie). Band 40, 1923, S. 1–186.
- Aus dem Leben der Bienen. Springer, Berlin 1927; 9. Auflage 1977, ISBN 3-540-08212-3; 10. Auflage 1993 (= Verständliche Wissenschaft. Band 1), ergänzt und bearbeitet von Martin Lindauer, ISBN 3-540-56763-1.
- mit Hans Stetter: Untersuchungen über den Sitz des Gehörsinns bei der Elritze. In: Zeitschrift für vergleichende Physiologie. Band 17, 1932, H. 4, S. 686–801, DOI:10.1007/BF00339067.
- Über den Geschmackssinn der Biene. In: Zeitschrift für vergleichende Physiologie. Band 21, 1934, H. 1, S. 1–156, DOI:10.1007/BF00338271.
- Du und das Leben. Eine moderne Biologie für Jedermann. Deutscher Verlag, Berlin 1936; 19. Auflage. Ullstein, Frankfurt am Main 1974, ISBN 3-550-06400-4.
- Zehn kleine Hausgenossen. Heimeran, München 1940; 6. Auflage: Zwölf kleine Hausgenossen. Rowohlt, Reinbek 1976, ISBN 3-499-16966-5.
- Über einen Schreckstoff der Fischhaut und seine biologische Bedeutung. In: Zeitschrift für vergleichende Physiologie. Band 29, 1941, H. 1/2, S. 46–145, DOI:10.1007/BF00304445.
- Die Tänze der Bienen. In: Österreichische Zoologische Zeitschrift. Band 1, 1948, S. 1–48 (Template:ZOBODAT).
- Die Polarisation des Himmelslichtes als orientierender Faktor bei den Tänzen der Bienen. In: Experientia. Band 5 (1949), S. 142–148.
- Die Sonne als Kompaß im Leben der Bienen. In: Experientia. Band 6 (1950), S. 210–221.
- Erinnerungen eines Biologen. Springer, Berlin/Göttingen/Heidelberg 1957 (Autobiographie).
- Das kleine Insektenbuch. Mit 22 farbigen Bildtafeln nach Aquarellen von Uwe Bangert. Insel, Frankfurt am Main 1961 (Geleitwort und Erläuterungen).
- Tanzsprache und Orientierung der Bienen. Springer, Berlin/Heidelberg/New York 1965.
- Tiere als Baumeister. Unter Mitarbeit von Otto von Frisch. Ullstein, Frankfurt am Main 1974, ISBN 3-550-07028-4.

### 英語訳書
- The Dancing Bees: An Account of the Life and Senses of the Honey Bee, Harvest Books New York (1953), a translation of Aus dem Leben der Bienen, 5th revised edition, Springer Verlag
- About Biology, Oliver & Boyd (1962), a translation of Du Und Das Leben
- Animal Architecture (originally published as Tiere Als Baumeister.) New York, Helen and Kurt Wolff. (ISBN 0-15-107251-5) (1974 1st edition)
- The Dance Language and Orientation of Bees, Cambridge, Mass., Harvard University Press (1967), a translation of Tanzsprache und Orientierung der Bienen

### 日本語訳書
- 内田亨 訳『蜜蜂の不思議』法政大学出版局、1953年。
  - 内田亨 訳『ミツバチの不思議』（改訂版）法政大学出版局、1963年。
  - 内田亨 訳『ミツバチの不思議 : その言葉と感覚』法政大学出版局〈コスモス・ブックス〉、1970年。
- 伊藤智夫 訳『ミツバチの不思議 : その言葉と感覚』（第2版）法政大学出版局〈コスモス・ブックス〉、1986年。
  - 伊藤智夫 訳『ミツバチの不思議』（第2版 新装版）法政大学出版局、1992年。
  - 伊藤智夫 訳『ミツバチの不思議』（第2版 改装版）法政大学出版局、2005年。
- 伊藤智夫 訳『ある生物学者の回想』法政大学出版局、1969年。
  - 伊藤智夫 訳『ミツバチを追ってーある生物学者の回想』法政大学出版局〈コスモス・ブックス〉、1978年。
- 桑原万寿太郎 訳『蜜蜂の生活より』大化書院、1942年。
  - 桑原万寿太郎 訳『ミツバチの生活から』（原書第8版）岩波書店、1975年。
  - 桑原万寿太郎 訳『ミツバチの生活から』筑摩書房〈ちくま学芸文庫〉、1997年。
- 奥井一満、柴崎篤洋 訳『動物の食事について』思索社〈ヒトと動物〉、1975年、75-82頁。
- 橋本文夫、鈴木健二 訳『あなたの生物学. 上巻』北隆館、1975年。
  - 橋本文夫、鈴木健二 訳『あなたの生物学. 上巻』（再版）北隆館、1977年。
- 橋本文夫、鈴木健二 訳『あなたの生物学. 下巻』北隆館、1975年。
  - 橋本文夫、鈴木健二 訳『あなたの生物学. 下巻』（再版）北隆館、1977年。
- 桑原万寿太郎 訳『十二の小さな仲間たち : 身近な虫の生活誌』思索社、1978年。
  - 桑原万寿太郎 訳『十二の小さな仲間たち : 身近な虫の生活誌』（改訂版）思索社、1988年。
- 管原隆、管原美子 訳『ミツバチとの対話 : フォン・フリッシュ講演集』（木下治雄 監訳）東京図書、1979年。ISBN 9784489012419。